# Kim Yeon-koung
Pour les articles homonymes, voir Koung.
Dans ce nom coréen, le nom de famille, Kim, précède le nom personnel.
Kim Yeon-koung (coréen : 김연경) est une joueuse sud-coréenne de volley-ball  née le 26 février 1988 à Séoul. Elle mesure 1,92 m et joue au poste de réceptionneuse-attaquante. Elle  totalise 248 sélections en équipe de Corée du Sud.

## Biographie
Le 8 juillet 2021, elle est nommée porte-drapeau de la délégation sud-coréenne aux Jeux olympiques d'été de 2020 par le Comité olympique sud-coréen, conjointement avec le nageur Hwang Sun-woo.

## Clubs
| Club                | De        | À         |
| ------------------- | --------- | --------- |
| Pink Spiders        | 2005-2006 | 2008-2009 |
| JT Marvelous        | 2009-2010 | 2010-2011 |
| Fenerbahçe İstanbul | 2011-2012 | 2016-2017 |
| Shanghai Volleyball | 2017-2018 | 2017-2018 |
| Eczacıbaşı İstanbul | 2018-2019 | 2019-2020 |
| Pink Spiders        | 2020-2021 | …         |

## Palmarès

### Équipe nationale
- Jeux asiatiques
  - Vainqueur : 2014.
  - Finaliste : 2010.
- Coupe d'Asie
  - Finaliste : 2014.
- Championnat d'Asie et d'Océanie
  - Finaliste :2015.

### Clubs
- Championnat du monde des clubs
  - Finaliste : 2019.
- Ligue des champions
  - Vainqueur : 2012.
- Coupe de la CEV
  - Vainqueur : 2014.
  - Finaliste :2013.
- Championnat de Corée du Sud
  - Vainqueur : 2006, 2007, 2009.
- Coupe de Corée du Sud
  - Finaliste : 2020.
- V Première Ligue
  - Vainqueur : 2011.
  - Finaliste : 2010.
- Tournoi de Kurowashiki
  - Vainqueur : 2011.
  - Finaliste : 2010.
- Championnat de Turquie
  - Vainqueur: 2015, 2017.
  - Finaliste : 2014, 2016, 2019.
- Coupe de Turquie
  - Vainqueur: 2015, 2017, 2019.
  - Finaliste : 2014.
- Supercoupe de Turquie
  - Vainqueur: 2015, 2018, 2019.
  - Finaliste : 2014.
- Championnat de Chine
  - Finaliste : 2018.

### Distinctions individuelles
- Championnat d'Asie et d'Océanie de volley-ball féminin 2009 : Meilleure marqueuse.
- World Grand Champions Cup féminine 2009 : Meilleure marqueuse.
- Coupe d'Asie de volley-ball féminin 2010 : Meilleure attaquante et meilleure marqueuse.
- Championnat d'Asie et d'Océanie de volley-ball féminin 2011 : Meilleure attaquante et meilleure marqueuse.
- Ligue des champions féminine de volley-ball 2011-2012 : Meilleure marqueuse  et MVP.
- Jeux olympiques d'été de 2012 : Meilleure marqueuse et MVP.
- Championnat d'Asie et d'Océanie de volley-ball féminin 2013 : Meilleure marqueuse et meilleure serveuse.
- Coupe de la CEV féminine 2013-2014 : MVP[5].
- Coupe d'Asie de volley-ball féminin 2014 : Meilleure pointue.
- Championnat d'Asie et d'Océanie de volley-ball féminin 2015 : Meilleure réceptionneuse-attaquante.
- Ligue des champions féminine de volley-ball 2015-2016: Meilleur réceptionneuse-attaquante[6].
- Championnat d'Asie et d'Océanie de volley-ball féminin 2017 : Meilleure réceptionneuse-attaquante.
- Championnat d'Asie et d'Océanie de volley-ball féminin 2019 : Meilleure réceptionneuse-attaquante.
- Championnat du monde des clubs de volley-ball féminin 2019 : Meilleure réceptionneuse-attaquante[7].

## Filmographie
- 2023 : One Win (1승) de Shin Yeon-shick